# Facebook
Фейсбук (англ. Facebook, [ˈfeɪsˌbʊk]) — найбільша соціальна мережа, яка почала працювати 4 лютого 2004 року як мережа для студентів деяких американських університетів. Facebook належить корпорації Meta Platforms. Засновником та головою сервісу є Марк Цукерберг. За даними рейтингу Alexa Rank, сайт facebook.com посідає 7 місце за відвідуваністю у світі. Станом на грудень 2018 року Facebook стверджував, що мав понад 2,3 млрд активних користувачів щомісяця, станом на березень 2023 року таких користувачів було вже 2,94 млрд . Станом на вересень 2019 року кількість користувачів з України становила 13 млн.
28 жовтня 2021 року Марк Цукерберг заявив, що компанія Facebook Inc., якій належить соціальна мережа Facebook, змінила назву на Meta.

## Історія
Марк Цукерберг написав сайт «Facemash», попередника Facebook, 28 жовтня 2003 року, навчаючись на другому курсі Гарвардського університету. Як повідомила газета The Harvard Crimson, сайт нагадував інший інтернет-ресурс — «Hot or Not» і «використав фотографії, зібрані з онлайн facebook'ів дев'яти коледжів, розміщуючи їх попарно і пропонуючи користувачам вибрати „найгарячішу“ особу».

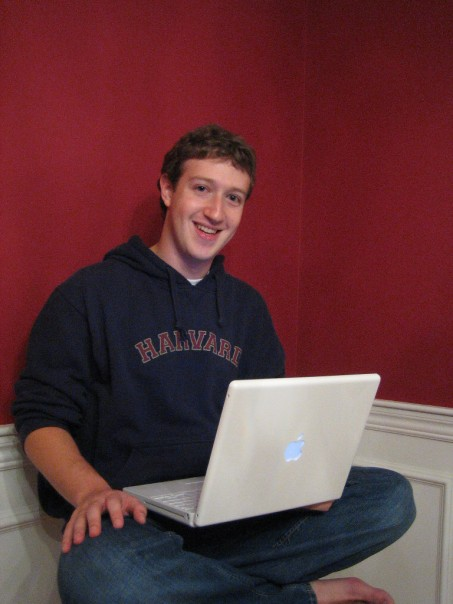
Марк Цукерберг, один із засновників Facebook, у гуртожитку Гарварду, 23.11.2005

Щоб досягти цього, Цукерберг дістався захищених зон комп'ютерної мережі Гарварду і скопіював фотографії зі студентських посвідчень, розміщених у базі даних гуртожитків коледжів. Гарвард на той час не мав студентського «facebook'у» (каталогу із фотографіями та основною інформацією). Протягом перших чотирьох годин Facemash привернув увагу 450 відвідувачів і було здійснено 22 тисячі фотопереглядів.
Вебсайт швидко потрапив до кількох серверів розсилки кампусу, однак через декілька днів його заблокувала адміністрація Гарварду. Цукерберга звинуватили в порушенні безпеки, авторських прав і права на особисту інформацію, і йому загрожувало виключення з університету. Втім, звинувачення було знято. Того ж семестру Цукерберг розширив початковий проєкт, створивши інструмент для соціальних досліджень ще до випускного іспиту з історії мистецтва. Він виставив на вебсайті 500 зображень пам'яток культури доби Августа, розмістивши на кожній сторінці ілюстрацію та статтю з коментарями до неї. Цукерберг відкрив доступ до сайту своїм однокурсникам, і люди почали ділитися примітками.
Наступного семестру, у січні 2004 року, Цукерберг почав писати код для нового вебсайту. За його словами, його надихнула стаття у The Harvard Crimson про інцидент із Facemash'ем. 4 лютого 2004 року Цукерберг запустив «Thefacebook», який спочатку знаходився на thefacebook.com.
Через шість днів після відкриття сайту троє гарвардських старшокурсників Камерон Вінклевосс, Тайлер Вінклевосс та Дів'я Нарендра звинуватили Цукерберга в тому, що він начебто пообіцяв допомогти їм створити соціальну мережу HarvardConnection.com, а натомість використав їхні ідеї для створення конкурентного продукту. Вони поскаржились у Harvard Crimson, і газета почала розслідування. Згодом студенти подали на Цукерберга позов, однак невдовзі було досягнуто компромісу.
Спочатку доступ до сайту мали лише студенти Гарвардського коледжу, і впродовж першого місяця зареєструвалася більш ніж половина студентів Гарварду. Згодом до Цукерберга приєдналися Едуардо Саверін (бізнес-менеджер), Дастін Московіц (програміст), Ендрю Мак-Коллум (графічний дизайнер) та Кріс Г'юз, щоб допомогти у просуванні вебсайту. У березні 2004 року Facebook'ом користувалися в університетах Стенфорда, Колумбії та Єля. Невдовзі він відкрився для студентів інших шкіл Ліги Плюща, Бостонського та Нью-Йоркського університетів, Массачусетського технологічного інституту і поступово для більшості університетів США та Канади.
Перший логотип соцмережі було створено 2004 року співзасновником компанії й однокурсником Цукерберга — Ендрю Мак-Коллумом. Це було піксельне зображення обличчя актора Аль Пачино.

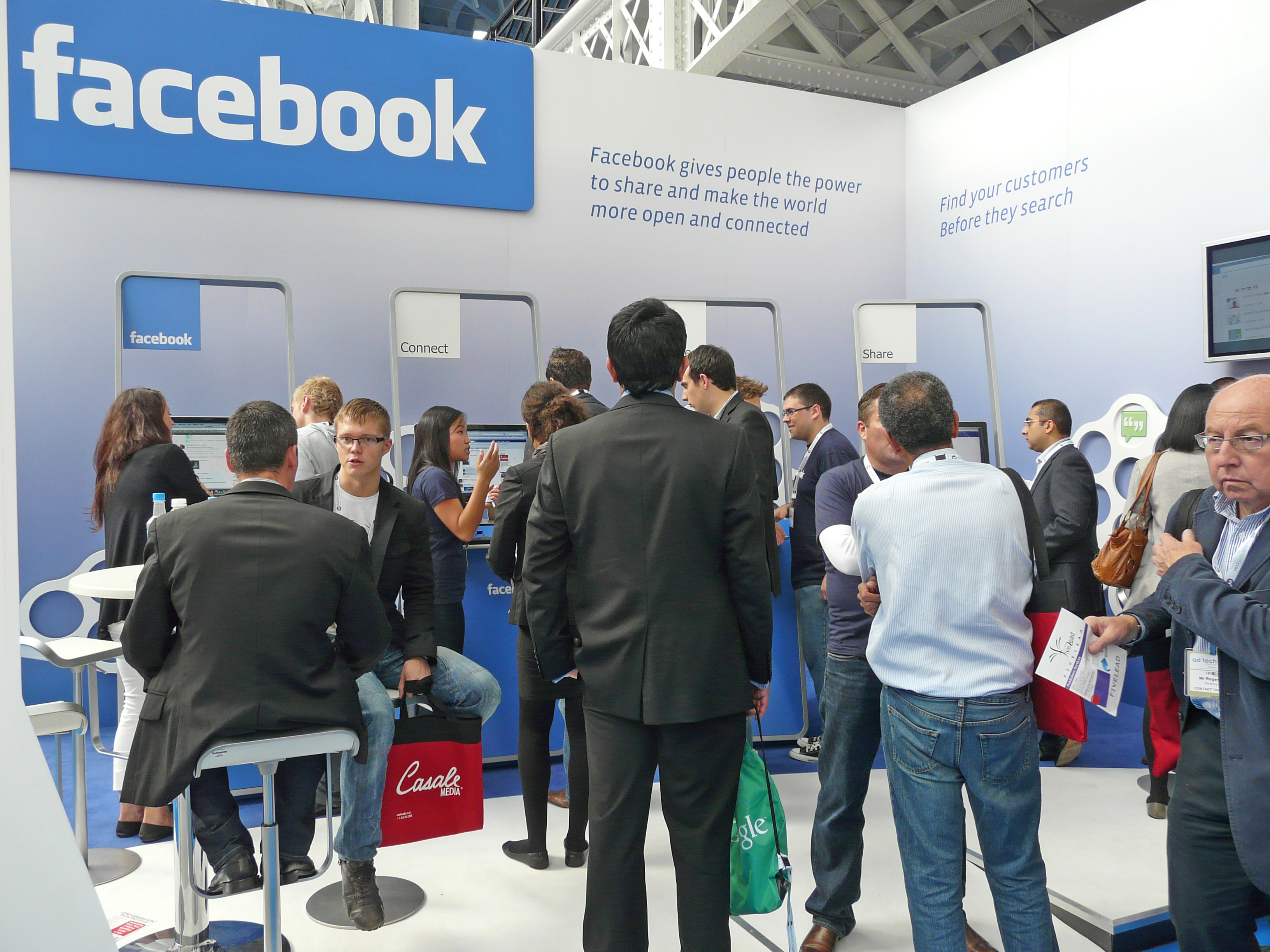
Стенд Facebook на виставці
«Ad-tech 2010»

Компанію «Facebook» було засновано влітку 2004 року. Її очолив підприємець Шон Паркер, неофіційний радник Цукерберга. У червні 2004 року компанія Facebook переїхала до Пало-Альто в Каліфорнії. Цього ж місяця вона отримала першу інвестицію від співзасновника системи PayPal Пітера Тіля. Компанія викинула із назви артикль The після того, як у 2005 році було придбано доменне ім'я facebook.com за 200 тисяч доларів.
| Дата            | Користувачів | Днів пройшло | Ріст в місяць |
| --------------- | ------------ | ------------ | ------------- |
| 26 серпня 2008  | 100          | 1665         | 178.38%       |
| 8 квітня 2009   | 200          | 225          | 13.33%        |
| 15 вересня 2009 | 300          | 150          | 10%           |
| 5 лютого 2010   | 400          | 143          | 6.99%         |
| 21 липня 2010   | 500          | 166          | 4.52%         |
| 30 травня 2011  | 700          | 145          | 3.45%         |
| 22 вересня 2011 | 800          | 115          | 3.73%         |
| 24 квітня 2012  | 900          | 215          | 1.74%         |
| 14 вересня 2012 | 1000         | 143          | 2.33%         |
| 31 березня 2013 | 1110         | 198          | 1.5%          |
| 31 грудня 2013  | 1230         | 275          | 0.97%         |
| 31 грудня 2014  | 1390         | 365          | 0.64%         |
| 31 грудня 2015  | 1591         | 730          | 0.28%         |
| 31 грудня 2016  | 1860         | 1096         | 0.16%         |
| 31 грудня 2017  | 2129         | 1461         | 0.1%          |
| 31 грудня 2018  | 2320         | 1826         | 0.07%         |
| 31 грудня 2019  | 2498         | 2191         | 0.06%         |
| 31 грудня 2020  | 2797         | 2557         | 0.04%         |

У вересні 2005 року було відкрито шкільну версію Facebook. На думку Цукерберга, це був цілком логічний наступний крок. Для того, щоб приєднатися до шкільної мережі, потрібне було запрошення. Згодом Facebook розширив доступ до сервісу працівникам кількох компаній, у тому числі Apple та Microsoft. 26 вересня 2006 року Facebook став доступним кожній особі віком від 13 років і старше з дійсною адресою електронної пошти.
24 жовтня 2007 року корпорація Microsoft заявила, що вона придбала 1,6% акцій Facebook за 240 мільйонів доларів, що дозволило вирахувати загальну вартість компанії — близько 15 мільярдів доларів. Microsoft отримав права на розміщення міжнародної реклами на вебсайті. У жовтні 2008 року компанія Facebook повідомила про відкриття своєї міжнародної штаб-квартири у столиці Ірландії — Дубліні. У вересні 2009 року було оголошено про отримання першого прибутку. У листопаді 2010 року, за даними SecondMarket Inc., ринку акцій приватних компаній, вартість Facebook становила 41 мільярд доларів (трохи більше, ніж eBay). Таким чином, вона стала третьою за капіталізацією вебкомпанією у США після Google та Amazon. За даними газети The New York Times, капіталізація Facebook станом на 2 січня 2011 р. становила 50 мільярдів доларів.
Трафік Facebook стабільно зростав після 2009 року. Наприкінці тижня 13 березня 2010 року Facebook відвідало більше людей, ніж Google. Facebook також став найкращою соціальною мережею на кожному з восьми ринків на Філіппінах, в Австралії, Індонезії, Малайзії, Сингапурі, Новій Зеландії, Гонконгу та В'єтнамі, тоді як інші бренди займали високі позиції на окремих ринках, серед них Гуглівський Orkut в Індії, Mixi.jp у Японії, CyWorld у Південній Кореї та продукт Yahoo! Wretch.cc на Тайвані.
2011 року сайт Lovely-Faces.com вкрав фотографії та особисті дані 250 тисяч користувачів мережі Facebook для того, аби продемонструвати інвесторам, наскільки переоцінена соціальна мережа та незахищеність даних зареєстрованих користувачів.
17 травня 2012 року Facebook провів первинне розміщення акцій (IPO) на біржі NASDAQ. В результаті IPO активи компанії були оцінені в 104 мільярди доларів.
За повідомленням Марка Цукерберга, 24 серпня 2015 року вперше в історії існування соціальної мережі її добова відвідуваність перевищила один мільярд осіб, що становить приблизно сьому частину від чисельності усього людства.
Станом на липень 2016 року кількість користувачів становила 1,7 млрд, з яких 1,1 млрд відвідує свої облікові записи щодня. 28 червня 2017 року кількість користувачів Facebook сягнула 2 млрд людей. У третьому кварталі 2020 року аудиторія соціальної мережі вже становить 2,7 млрд користувачів.
31 серпня 2017 року Facebook припинив експеримент із навчання штучного інтелекту пари комунікаційних ботів між собою через те, що в ході експерименту боти, які мали навчитися торгуватися, щоб надалі брати участь у переговорах з людьми, перестали спілкуватися між собою зрозумілою для людей мовою, натомість використовуючи модифіковану мову, зрозумілу лише їм. За кілька днів перед тим Ілон Маск назвав штучний інтелект найбільшою загрозою, з якою зіткнеться цивілізація, а засновник Facebook Марк Цукерберг активно заперечував йому.
У першому кварталі 2018 року адміністрація соцмережі видалила 583 млн фейкових облікових записів або 3-4 % місячної аудиторії. Це було зроблено за допомогою ШІ. За оцінками компанії ШІ виявив 99,5 % з 1,9 млн спроб розмістити терористичні заклики. Порнографію і сцени насильства ШІ розпізнав гірше — 95,8 % і 85,6 % відповідно. І лише 38 % постів, що розпалюють ненависть і ксенофобію, було знайдено за допомогою ШІ, решту повідомлень компанія відсіювала вручну.
На початку 2018 року компанія заявила, що заборонить рекламу всього, що пов'язане з криптовалютою. Проте в червні повну заборону частково скасували. Так, рекламу із криптовалютою можуть давати перевірені рекламодавці. Для цього потрібен спеціальний дозвіл.
2019 року представили нову функцію, яка дозволяє ділитися спогадами про тих користувачів, які пішли з життя, і керувати їхньою сторінкою.
2 травня 2019 року на F8 компанія оголосила про нове бачення під лозунгом «майбутнє приватне». Було представлено редизайн сайту та мобільного додатка, який отримав назву «FB5». Також були представлені плани щодо покращення груп, платформи для знайомств, наскрізного шифрування та дозволу користувачам Messenger спілкуватися з користувачами WhatsApp та Instagram. 31 липня 2019 року Facebook оголосив про партнерство з Каліфорнійським університетом у Сан-Франциско, щоб створити неінвазивний пристрій, який дозволяє людям друкувати, уявляючи, що вони розмовляють.
4 жовтня 2021 року в результаті глобального збою Facebook не працював декілька годин. В цей час число користувачів соцмережі налічує близько 3 млрд осіб. Соцмережа відключилася через помилку 2008 року приблизно на добу, але тоді у сервісу було всього 80 млн користувачів.
Через масштабний збій вартість акцій Facebook до моменту закриття торгів впала на 4,89 % в порівнянні з часом їхнього початку. Марк Цукерберг особисто попросив вибачення у користувачів. За декілька годин він втратив майже 7 млрд доларів та опустився в рейтингу найбагатших людей у світі.
Згідно з підсумками Meta за четвертий квартал 2021 року соцмережа зупинилася у рості щодо числа активних користувачів. Це сталося вперше за історію існування платформи.
Через вторгнення Росії в Україну 10 березня 2022 року, після блокування в Росії, Facebook тимчасово дозволив повідомлення із закликами до смерті Путіна та насильства над росіянами, а з 21 березня 2022 року мережу офіційно заборонено на території Росії.

## Компанія

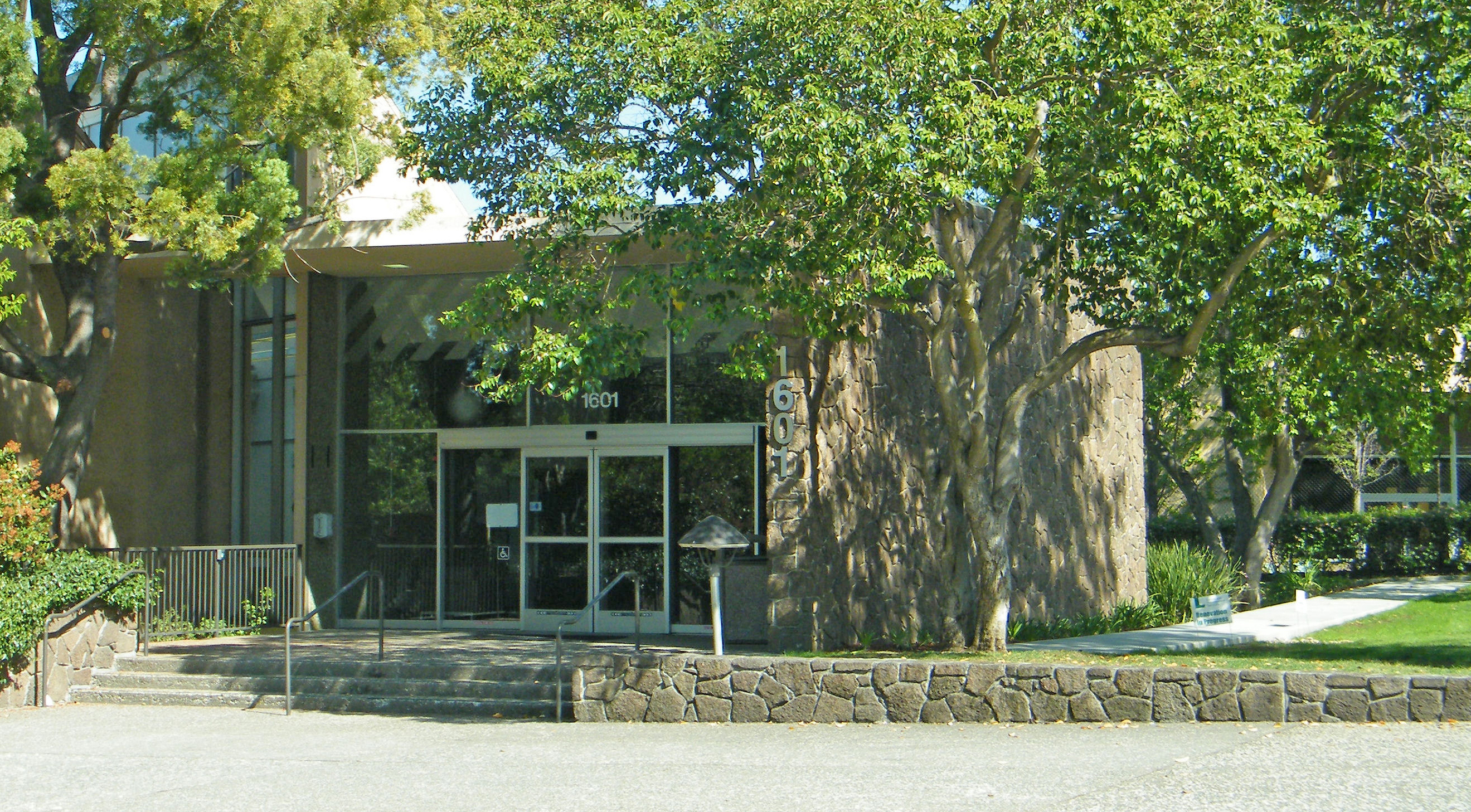
Вхід до комплексу головного офісу Facebook в Пало-Альто, Каліфорнія (2009)

Більшість своїх прибутків компанія Facebook, Inc. отримує від реклами. Корпорація Microsoft — єдиний партнер Facebook'у із розміщення банерної реклами. Власне, Facebook розміщує лише ту рекламу, яка входить до рекламного реєстру Microsoft. За даними компанії comScore, яка досліджує інтернет-маркетинг, Facebook збирає стільки ж інформації від своїх користувачів, як Google та Microsoft, але значно менше, ніж Yahoo! У 2010 році служба безпеки Facebook почала протистояти погрозам і терористичним закликам із боку користувачів. 6 листопада 2007 року компанія запустила Facebook Beacon, що зрештою виявилося невдалою спробою рекламування продукції шляхом інформування друзів користувачів про зроблені ними покупки.
Загалом Facebook має нижчий коефіцієнт ефективності банера (КЕБ) у сфері реклами, ніж більшість провідних вебсайтів. Щодо банерної реклами, компанія отримала п'яту частину від загальної кількості натисків на Facebook у порівнянні з усією Мережею Це означає, що у порівнянні з багатьма іншими великими вебсайтами, відсоток користувачів Facebook, що натискають на рекламу, досить незначний. Так, користувачі Google натискають на першу рекламу для отримання результатів пошуку в середньому 8 % від усіх пошуків (80 тис. натисків на мільйон пошуків), тоді як користувачі Facebook — 0,04 % (400 натисків на мільйон сторінок).
| Рік  | Прибуток | Ріст |
| ---- | -------- | ---- |
| 2006 | $52      | —    |
| 2007 | $150     | 188% |
| 2008 | $280     | 87%  |
| 2009 | $775     | 177% |
| 2010 | $2000    | 158% |
| 2011 | $3711    | 86%  |
| 2012 | $5089    | 37%  |
| 2013 | $7872    | 55%  |
| 2014 | $12 466  | 58%  |
| 2015 | $17 928  | 44%  |

Фінансовий менеджер з онлайн-продажів Facebook Сара Сміт підтвердила, що коефіцієнт ефективності банера успішних рекламних кампаній може становити від 0,05 % до 0,04 %. Окрім того, КЕБ для реклами може знижуватися у перші два тижні. Так, КЕБ соціальної мережі-конкурента MySpace становить 0,1 %, що у два з половиною рази перевищує відповідний показник Facebook, проте все одно він низький у порівнянні з багатьма іншими вебсайтами. Серед причин низького коефіцієнта ефективності банера Facebook'у, зокрема, хороша технічна обізнаність користувачів, що дозволяє їм використовувати програми із блокування реклами, молодий вік, а отже, вища резистентність до рекламних повідомлень. На відміну від користувачів MySpace, які більшість часу проводять, переглядаючи контент, користувачі Facebook'у спілкуються з друзями та тому їх мало цікавить реклама.
На сторінках, присвячених брендам і продукції, деякі компанії заявили про високий КЕБ — 6,49 % — завдяки постам на «стіні». У липні 2008 року було випущено платформу із соціального маркетингу Involver, яка забезпечила Facebook'у зростання КЕБу до 0,7 % (у 10 разів більше, ніж під час звичайних рекламних кампаній). Завдяки їй 1,1 мільйона переглядів перетворилося у 8 тисяч відвідувачів сайту першого клієнта компанії — Serena Software. Згідно з даними дослідження, понад 40 % користувачів Facebook'у, які дивилися рекламні відеоролики на сайті, проглядали їх до кінця, тоді як середня тривалість перегляду банерного рекламного відео становить 25 %.
Станом на 2010 рік штат компанії Facebook нараховував понад 1700 працівників, а її офіси були у 12 країнах світу Співвласниками Facebook'у є Марк Цукерберг, якому належить 24% акцій компанії, венчурні фонди Accel Partners — 10% та Digital Sky Technologies — 10%. Дастін Московіц — 6%, Едуардо Саверін — 5%, Шон Паркер — 4%, Пітер Саєл — 3%, Greylock Partners і Meritech Capital Partners володіють від 1 до 2% акцій кожен, Microsoft — 1,3%, Лі Кашин — 0,75%, Interpublic Group — менш ніж 0,5%, невелика група теперішніх і колишніх працівників, а також знаменитостей, кожен з яких володіє менш ніж 1%, у тому числі Мет Коглер, Джеф Ротшілд, сенатор штату Каліфорнія Барбара Боксер, Кріс Хагс та Овен Ван Натта. Рейд Гоффман (засновник LinkedIn) і Марк Пінкус (співзасновник Zynga) володіють чималими пакетами акцій компанії, а решта 30% належить працівникам, знаменитостям та зовнішнім інвесторам.
У травні 2008 року з посади головного технолога звільнився друг Цукерберга Адам Ді Анджело. Ходили чутки, що між ними виникла суперечка, і Ді Анджело відмовився від своїх прав власності на компанію.
2008 року головним операційним директором Facebook стала Шеріл Сандберг, яка 2012-го стала першою жінкою в складі ради директорів компанії.
Починаючи з 2012 року Facebook здійснив низку придбань. У квітні 2012 року він за 1 млрд доларів купив фотозастосунок Instagram, у березні 2014-го - компанію-розробника віртуальних шоломів Oculus VR, а у лютому 2014-го - месенджер WhatsApp. Остання угода стала найбільшою в індустрії стартапів, вартість операції склала 19 мільярдів доларів. В березні 2016 повідомлялося про купівлю білоруського стартапу MSQRD (Masquerade), що дозволяє накладати на відео зі смартфона смішні маски-фільтри в режимі реального часу.
У листопаді 2022 року Цукерберґ анонсував масові звільнення, що мали торкнутися тисяч працівників компанії.

## Капіталізація компанії
17 травня 2012 року Facebook провів первинне розміщення акцій (IPO) на біржі NASDAQ. В результаті IPO активи компанії були оцінені в 104 мільярди доларів. В квітні 2016 року ринкова капіталізація Facebook сягнула 319 млрд доларів.
9 лютого 2022 року, ринкова капіталізація компанії Meta (раніше — Facebook) впала нижче 600 млрд доларів на закритті торгів уперше з травня 2020 року.

## В Україні
У червні 2017 року кількість українських користувачів Facebook різко зросла після заборони російських інтернет-ресурсів, серед яких соціальні мережі Однокласники та ВКонтакті. Внаслідок цього кількість облікових записів в українському Facebook сягнула позначки в 10 млн. У липні того ж року Facebook став найпопулярнішою соцмережею в Україні. В Україні соцмережа посіла третє місце в десятці найпопулярніших сайтів України з охопленням аудиторії в 65,38% (за даними Kantar TNS).
За останні пів року українська аудиторія Facebook зросла на 800 тис. і складає 16,8 млн користувачів, з них 16,4 млн — аудиторія 18+.

## Посилання

Домашня сторінка Facebook

Профіль Facebook починаючи з 2011 року.

### Стрічка новин

Facebook на мобільному телефоні

Згодом Facebook додав функції на свій вебсайт. 6 вересня 2006 року було випущено Стрічку новин, яка з'являється на сторінці кожного користувача і виділяє інформацію, в тому числі зміни профілю, найближчі події та дні народження друзів користувача. Це уможливило спамерам та іншим користувачам маніпулювати цими функціями за допомогою несправжніх подій або днів народження, щоб привернути увагу до своїх профілів або діяльності Спочатку Стрічка новин викликала незадоволення серед користувачів Facebook'у. Одні скаржилися на її невпорядкованість і надмір зайвої інформації, інших турбувало, наскільки легко будь-хто міг простежити особисту діяльність, таку як зміна сімейного статусу, події та спілкування з іншими користувачами.
У відповідь Цукерберг вибачився за відсутність на сайті відповідних налаштувань приватності. Відтоді у користувачів з'явилася можливість контролювати, якими видами інформації вони автоматично діляться із друзями. Тепер користувачі можуть унеможливити певним категоріям друзів перегляд оновлень щодо деяких видів своєї діяльності, у тому числі зміни профілю, постів на «стіні» та нових друзів.
23 лютого 2010 року Facebook отримав патент США 7669123 на певні елементи Стрічки новин. Патент розповсюджується на Стрічку новин, у якій є лінки, таким чином один користувач може брати участь у діяльності іншого. Патент може спонукати Facebook вжити заходів щодо вебсайтів, які порушують його патент, таких, наприклад, як Twitter.
У лютому 2022 Meta змінила назву новинної стрічки Facebook — її перейменували просто в «стрічка».

### «Фото»

Профіль на Thefacebook в 2005 році

Серед найпопулярніших Facebook-додатків — хостинг фотографій, де користувачі можуть завантажувати альбоми та фотографії. Facebook, на відміну від інших фотохостингів, таких як Photobucket і Flickr, дозволяє користувачам завантажувати необмежену кількість фотографій. У перші роки ліміт становив 60 фотографій для одного альбому, а з травня 2009 року він зріс до 200 фотографій.
Для особистих альбомів можна встановити налаштування приватності, щоб обмежити коло користувачів, які можуть переглядати альбом. Так, один альбом можна зробити доступним для перегляду тільки друзям користувача, тоді як інший — усім користувачам Facebook'у. Ще одна функція фотододатку — можливість «маркування», або позначення користувачів на фотографії. Наприклад, якщо на фотографії є друг користувача, останній може позначити його на фотографії, і тоді тому надійде відповідне повідомлення разом із лінком на це фото.

### «Нотатки»

Профіль Facebook в 2007

22 серпня 2006 року компанія презентувала Facebook-нотатки — функцію блогінгу, яка дозволяла використовувати теги та вкладені зображення. Згодом користувачі отримали змогу переносити блоги з Xanga, LiveJournal, Blogger та інших блоггінг-сервісів. 7 квітня 2008 року Facebook випустив у кількох мережах додаток із миттєвого обміну повідомленнями «Чат» на основі моделі Comet. Він дозволяє користувачам спілкуватися із друзями і за функціональністю нагадує інтернет-месенджери.

### «Подарунки»
8 лютого 2007 року Facebook випустив додаток «Подарунки», за допомогою якого користувачі можуть надіслати своїм друзям віртуальні подарунки, що з'являються у профілі отримувача. Вартість такого подарунка — $1. Окрім того, до нього може бути прикріплене особисте повідомлення. 14 травня 2007 року Facebook випустив новий додаток — Marketplace, завдяки якому користувачі можуть безкоштовно розміщувати рубриковану рекламу. Marketplace порівнюють із Craiglist від CNET. Однак головна відмінність між ними полягає в тому, що оголошення, розміщені користувачем на Marketplace, можуть бачити лише користувачі спільної з ним мережі, тоді як на Craiglist вони доступні всім.

### «Імена користувачів»
13 червня 2009 року Facebook випустив функцію «Імена користувачів», за допомогою якої сторінки можуть отримати простішу URL-адресу, таку як http://www.facebook.com/facebook, на відміну від http://www.facebook.com/profile.php?id=20531316728.

### Застосунки для мобільних пристроїв
Чимало нових смартфонів пропонують доступ до послуг Facebook'у як за допомогою своїх веббраузерів, так і застосунків. Офіційний застосунок Facebook'у доступний для iPhone OS, Android OS і Palm webOS. Компанії Nokia та Research In Motion оснащують свої мобільні пристрої Facebook-застосунками. Понад 150 мільйонів користувачів у 60 країнах світу через 200 мобільних операторів заходять до Facebook'у через мобільні пристрої.

### «Facebook-повідомлення»
15 листопада 2010 року Facebook випустив новий сервіс — «Facebook-повідомлення». Того ж дня, коментуючи цю подію, виконавчий директор компанії Марк Цукерберг заявив: «Це правда, що люди зможуть мати електронні адреси @facebook.com, але це не e-mail». На появу цієї функції очікували задовго до її виходу. Дехто називає її «вбивцею Gmail». Щоб бути доступною для всіх користувачів вебсайту, система включає СМС, месенджерів, електронну пошту та звичайні повідомлення і міститиме такі ж налаштування приватності, як і інші сервіси Facebook'у. Розробка сервісу «Facebook-повідомлення» під кодовою назвою «Проєкт Титан» тривала 15 місяців.

### Facebook Live
У червні 2017 року Facebook відкрив доступ усім користувачам до сервісу відеотрансляцій онлайн Facebook Live. Друзям надходить сповіщення про початок онлайн-трансляцій, є можливість ставити лайки, коментувати, а також поширювати відео онлайн.

### Watch
10 серпня 2017 року Facebook оголосив про запуск відеоплатформи Watch. На ній публікується оригінальний контент, який створюють партнери спеціально для Facebook. Серед партнерів: National Geographic, музичне видання Billboard, американська бейсбольна ліга MLS, NASA, баскетбольна ліга NBA та інші. Наразі користуватися платформою може тільки обмежена кількість користувачів у США, найближчим часом у компанії планують здійснити міжнародний запуск.
Watch дозволяє отримувати персоналізовані рекомендації і категорії типу «Шоу, які дивляться ваші друзі», «Що примушує людей сміятися» і «Найбільш обговорюване». Щоб відстежувати появу нових епізодів, потрібно підписатися на авторів за допомогою функції «Перелік для перегляду».
Шоу матимуть окремі сторінки в соцмережі. Крім того, буде змога створити спеціальні групи для фанатів, де останні зможуть обговорювати епізоди та ставити запитання. Користувачі зможуть використовувати десктоп-версії, ТБ-застосунки і мобільні пристрої для перегляду контенту. У мобільному застосунку Facebook з'явиться окрема кнопка у вигляді телевізора на нижній панелі.

### Subscriptions
У Facebook діє функція «підписки шанувальників», що дозволяє кожному оформити підписку на автора контенту. Це має допомогти авторам контенту уникати 30 % комісії з підписок Apple.

## Скандали та критика

### Проблеми конфіденційності та безпеки
- На початку існування Facebook Цукерберг використав дані логінів користувачів, щоб зламати їхню електронну пошту[154].
- У жовтні 2010 виявилося, що деякі розробники плагінів для Facebook продавали дані користувачів стороннім компаніям
- Незалежний центр захисту конфіденційності федеративної землі Шлезвіг-Гольштейн (Німеччина) закликав розташованих в цій землі власників сайтів закрити фан-сторінки та прибрати соціальні додатки, такі як кнопка «Мені подобається» («Like»), та пригрозив їм штрафами до 50 тис. євро за порушення законодавства Німеччини та Європейського Союзу про захист персональних даних, оскільки дані про кожне відвідування сторінки такого сайту без згоди відвідувачів передаються до Facebook у США для накопичення та індивідуалізованої, а для зареєстрованих користувачів — персоналізованої, обробки інформації про відвідування сторінок[155][156].
- 2017 — виявлено причетність компанії до передачі персональних даних близько 50 млн користувачів компанії Cambridge Analytica та їх незаконного використання.
- Липень 2019 — Федеральна торгова комісія США оштрафувала компанію на рекордні 5 млрд доларів через витік особистих даних користувачів[157]. Цукерберґа також зобов'язали особисто підтвердити, що компанія виконала всі вимоги щодо захисту даних. У разі надання неправдивих даних або невиконання вимог щодо нього може бути застосована адміністративна або кримінальна відповідальність[158].
- У листопаді 2019 компанія підтвердила черговий витік даних. Близько 100 розробників додатків для соцмережі, попри заборону, мали доступ до приватних даних користувачів. Компанія звернулась з проханням до розробників самостійно видалити зібрану інформацію[159].
- У 2020—2021 роках спочатку на форумах для продажу, а далі у відкритому доступі з'явились дані 533 млн користувачів соцмережі, зібрані зловмисниками 2019 року. Хакери використали вразливість, що дозволяла збирати дані користувачів (телефон, ім'я, приватні дані тощо)[160]
- 4 жовтня 2021 року особисті дані понад 1,5 млрд користувачів соцмережі Facebook виставили на продаж на одному з хакерських форумів. За даними видання Privacy Affairs, це найбільший за обсягом «злив» даних користувачів Facebook в історії компанії. При цьому наголошується, що він не пов'язаний з викладеною раніше у 2021 році базою, коли постраждали близько 500 млн осіб[161][162]
- У листопаді 2021 було оголошено про припинення роботи системи розпізнавання обличчя у Facebook та видалення даних більш ніж одного мільярда користувачів, які використовувалися в системі. Рішення про відмову від системи розпізнавання осіб прийнято на тлі зростаючої стурбованості суспільства щодо використання цієї технології[163][164][165]
- У січні 2022 у Великій Британії компанії Meta було пред'явлено колективний позов на суму 3 млрд доларів. У позові стверджується, що компанія незаконно збирала персональні дані 44 млн британських користувачів соцмережі в період з 2015 по 2019 рік[166]
- У лютому 2022 Meta повідомила, що розглядає можливість закриття Facebook та Instagram у ЄС, якщо їй не дозволять зберігати дані користувачів у США. Відповідно до закону ЄС, конфіденційні дані користувачів зберігаються виключно у межах юрисдикції союзу[167][168][169]
- У лютому 2022 генеральний прокурор штату Техас Кен Пекстон подав до суду на Meta через закриту нині технологію розпізнавання осіб в соцмережі Facebook[170][171]

### Заборона на таргетовану рекламу
27 жовтня 2023 року, Європейська рада із захисту даних (EDPB) розширила на усі країни ЄС заборону на таргетовану рекламу в соцмережах Facebook і Instagram компанії Meta, введену Норвегією. Проти заборони таргетованої реклами, яка потрапляє до користувачів через збір їх персональних даних, виступав американський технологічний гігант Meta Platforms, власник соціальних мереж Facebook і Instagram. При цьому норвезький регулятор даних не виключає введення штрафу для Meta на суму до 4 % від глобального обороту компанії.

### Фейкові новини, мова ненависті та інший шкідливий контент
17 червня 2020 року у рамках кампанії #StopHateforProfit, розпочатої правозахисними організаціями, понад 400 іменитих компаній, серед яких Verizon Communications, The Hershey Company, Кока-кола, Ben & Jerry's, Unilever оголосили про припинення партнерських відносин із Facebook через відсутність якісної модерації контенту, а також недостатню боротьбу Facebook із проявами расизму, розпалюванням ненависті і т. ін. Учасники ринку тимчасово відмовилися від реклами в Facebook, Instagram і Twitter на території США. У липні компанії призупинили рекламу у соціальній мережі на місяць, «щоб показати, що вони не будуть підтримувати компанію, яка ставить прибуток вище безпеки». Представник Verizon заявив, що рішення буде тривати до тих пір, поки Facebook та Instagram «не зможуть створити прийнятне рішення, яке змусить нас відчувати себе комфортно». Для того, щоб врегулювати конфлікт, керівництво Facebook зустрілося з активістами, а згодом і з представниками рекламодавців особисто. Обидві зустрічі завершилися безрезультатно. Повідомляють, що бойкот, обійшовся Цукербергу у втрату понад $7 млрд за добу.
Унаслідок бойкоту, Facebook ввів нову політику модерації контенту та попередив, що буде видаляти контент, який закликає до насилля. Наприклад, у жовтні 2020 соцмережа оновила політику щодо мови ворожнечі та заборонила заперечення Голокосту. Раніше компанія знімала пости, у яких схвалювалися злочини на ґрунті ненависті або масові вбивства, у тому числі Голокост.
Також, 5 листопада 2020 року Facebook заблокував групу прихильників президента США Дональда Трампа під назвою Stop the Steal («Зупинити крадіжку»), що використовувалася для організації протестів проти підрахунку голосів на виборах президента. У компанії повідомили, що група з майже 365 тисяч членів публікувала заклики до насильства і необґрунтовані заяви про «крадіжку» виборів.
У 2020 році Facebook також розгорнув кампанію щодо боротьби із фейками про коронавірус. Так, 1 травня 2020 року у соцмережі заблокували сторінку відомого британського конспіролога, який поширював фейки та пов'язував коронавірус з 5G. А у жовтні Facebook повідомив, що заборонить розміщення реклами, яка покликана відрадити людей від вакцинації і поширює дезінформацію про вакцини під час пандемії коронавірусу.
Facebook також регулярно звітує про видалення постів, що суперечать політиці кампанії, сумнівних акаунтів, груп та новин. Наприклад, у травні 2020 року у Facebook було видалено 46 сторінок, 91 обліковий запис, дві групи та один обліковий запис у Instagram, які були пов'язані з Росією. Увесь контент був орієнтований на широке коло регіонів по всьому світу та публікувався багатьма мовами — російською, англійською, німецькою, французькою, угорською, сербською та фарсі.
Утім, попри зміни, які вживає компанія, Facebook все одно критикують — стверджують, що ці заходи нічого суттєво не змінять, адже головна проблема — у самій бізнес-моделі. Соцмережа отримує прибутки завдяки вірусному контенту, саме тому контент, що, зокрема, містить й ознаки теорії змови, расизму, мови ненависті, буде завжди популярним, адже люди схильні віддавати перевагу контенту, що викликає емоції, сенсаційним відкриттям із клікабельними заголовками. «Алгоритми мережі посилюють та просувають такий контент» Наприклад, дослідники із Принстонського університету встановили, що під час декількох тижнів, коли у Facebook був сплеск настроїв проти біженців, атаки на біженців були непропорційно вищими у тих регіонах, де використання соціальної мережі було вищим. З цієї ж причини — через те, що основний прибуток соцмережі — реклама, відомий історик Харарі заперечує, що Facebook здатен побудувати глобальну спільноту — таку мету соцмережі її засновник Марк Цукерберг проголосив у маніфесті в 2017 році. «Навряд чи можна очолити світову спільноту, коли ви заробляєте гроші, привертаючи увагу людей та продаючи їх рекламодавцям», «Не можна об'єднати людство, продаючи рекламу», заявив він. Мало того, «нинішня бізнес-модель Facebook цінує час, проведений онлайн, більше, аніж час, проведений офлайн». Науковці сумніваються, що компанія здатна прийняти нову модель, щоб заохочувати людей виходити в соцмережі лише у випадку крайньої потреби, натомість більше присвячувати час своєму оточенню, тілу та відчуттям.

### Дискримінація україномовного сегмента від адміністраторів
Український журналіст Андрій Бондар в інтерв'ю виданню DW українською у 2015 році заявив, що скоріше за все українськомовний сегмент Facebook модерується тими самими російськомовними модераторами, що відповідають за російськомовний сегмент Facebook. Це сталося після продажу майже двох відсотків акцій Facebook російському бізнесмену Юрію Мільнеру.  Як зазначає Бондар, «Facebook продав й усіх нас [українців], і тепер модерація російського й українського сегментів [Facebook] відбувається за якимись окремими правилами».
Як доказ українофобської політики російськомовних модераторів Facebook (які модерують і україномовний сегмент Facebook) Бондар навів приклад як «сотні скарг на справжні заклики до насильства [супроти українців], знищення українців і відверту українофобію правил Facebook не порушують. Ніхто не банить Ґрема Філліпса з фотографіями мертвих українських вояків, у перебіжчика Шарія — здається, вічний імунітет і дозвіл на будь-який hate speech, Захар Прілєпін погрожує пройтися маршем Хрещатиком. І таких прикладів подвійних стандартів упередженого ставлення „Дублінського офісу“ можна назбирати сотні».
За словами Бондаря, українські користувачі Facebook, як звичайні громадяни, так і керівники держави, неодноразово скаржилися на дискримінацію українськомовного сегмента Facebook та одночасного не вилучення українофобських висловлювань в російськомовному сегменті Facebook таких публічних осіб, як Ґрем Філліпс, Анатолій Шарій, Захар Прилєпін та інших.Так навіть після публічного звернення у 2015 році тодішнього президента України Петра Порошенка до Марка Цукерберга, аби Facebook змінив правила модерації й найняв замість російськомовних українськомовних модераторів для українського сегмента Facebook, реакція корпорації глибоко розчарувала українців: як зазначив Бондар «врешті-решт під час цинічної пресконференції наймолодшого у світі мільярдера [Цукерберга] українцям прямим текстом було сказано стулити пельку і терпіти».
Найвідомішими прикладами дискримінації адміністраторами Facebook українських користувачів соцмережі є неодноразове безпричинне блокування речника української фактчекінгової організації InformNapalm Михайла Макарука у 2021 році, журналіста телеканалу «Еспресо ТБ» Андрія Яніцького у 2021 році тощо.

### Політичний вплив та нагляд
Після скандалу, що засвідчив масштабні маніпуляції у соцмережі та їхній вплив на події у світі, зокрема, результати виборів президента США та британського референдуму щодо виходу з Європейського Союзу у 2016 році, компанія Facebook зазнала нищівної критики. Алгоритми великих даних дозволяють маніпулювати людьми в безпрецедентних масштабах, визнає відомий історик Харарі: «Наприклад, у перегонах [на виборах президента США] 2020 року, Facebook міг теоретично визначити не лише, хто ті 32 578 виборці, що вагаються в Пенсильванії, а й те, що ви маєте сказати кожному з них, щоб схилити їх на свою користь».
Так, 2017 році компанію звинувачували у тисячі рекламних оголошеннях політичного характеру, пов'язаних з Росією. Протягом майже двох років з червня 2015 по травень 2017 року фейкові облікові записи, пов'язані з Росією, купували політичну рекламу в соцмережі. На близько три тисячі оголошень, за даними Facebook, було витрачено близько 100 тис. доларів США.
Унаслідок критики та вимог до більшої прозорості, у жовтні 2017 року Facebook оголосив про зміни, які повинні зробити більш прозорою політичну рекламу в соцмережі. Компанія зобов'язала рекламодавців надавати більше інформації, яка б дозволяла їх ідентифікувати. Рекламодавці повинні розкривати, хто платить за рекламу, а соцмережа відтоді маркує її як політичну.
У 2020 році Facebook посилив свої зусилля, щоб уникнути повторення подій 2016 року. Зокрема, у Facebook та Instagram заблокували 2,2 млн рекламних оголошень за спроби втручання у вибори в США. Також було видалено 120 тис. публікацій через спробу «перешкодити вільному голосуванню». 17 червня 2020 року компанія запустила масштабну інформаційну кампанію про вибори президента США та у її рамках дозволила відключати політичну рекламу. У звіті за третій квартал 2020 року, компанія повідомила, що в рамках боротьби з фейками видалила 8000 сторінок і груп, які поширювали дезінформацію у восьми країнах — в Ірані, Афганістані, Єгипті, Туреччині, Марокко, М'янмі, Грузії та Україні. В Україні забанили ботоферму з 46 акаунтів, 44 сторінки 1 групу в Facebook та 3 акаунти в Instagram, яка працювала на Юлію Тимошенко. На ці сторінки були підписані 800 000 осіб, а на їхню розкрутку витратили понад 2 млн доларів США.
Разом з тим, Facebook все одно критикують як інструмент політичної участі та нагляду. З одного боку, соціальна мережа дає громадянам можливість комунікації, об'єднання, координації зусиль, зокрема, для протистояння злочинним політичним режимам (наприклад, під час подій «Арабської весни» та Революції Гідності в Україні у 2013—2014 роках). В той самий час вона дає змогу і політичним режимам відстежувати дії громадян (наприклад, численні випадки притягнення до кримінальної відповідальності користувачів Facebook за коментар, репост, чи пост у соцмережі у Росії).

### Інформаційна бульбашка
Через персоналізовану стрічку новин, людина бачить та читає лише той контент, який вона сама уподобала та у той спосіб, як вона сама собі налаштувала. Таким чином, наприклад, користувач бачить та читає лише ті статті, які прочитали, прокоментували, чи уподобали його друзі, що насправді рідко відбулося б у реальності. У результаті, це створює для нього образ оточення виключно однодумцями, та веде до ситуації, де людина не бачить альтернативної думки та є інтелектуально ізольованою. Така ситуація підриває самі основи демократії, що передбачають, що людина стикається із різними думками та є повністю поінформованою, внаслідок чого вона і здатна приймати усвідомлений вибір та приставати на ту чи іншу позицію.

### Проблеми психічного здоров'я
Науковці виявили, що Facebook може впливати на добробут та психічне здоров'я людини. Австралійські вчені Фрост та Ріквуд проаналізували академічні дослідження, що були зроблені з моменту заснування Facebook до 2016 року та вивчали, як соцмережа впливає на психічне здоров'я. Вони виявили, що «використання Facebook було пов'язано з шістьма ключовими сферами психічного здоров'я: залежність від соцмережі, тривога, депресія, сприйняття свого тіла та невпорядковане харчування, зловживання алкоголем та інші проблеми психічного здоров'я». Серед найбільш поширених ефектів соцмережі, такі як почуття ізоляції, психологічне виснаження,  невдоволення власним тілом та потяг до худорлявості, занижена самооцінка, симптоми депресії та тривога, поганий настрій, невдоволення стосунками із партнером.
Останній ефект також підтверджує відомий історик Харарі, стверджуючи, що у гонитві за лайками та схваленням у соцмережі користувачі втрачають справжній досвід та стосунки: «Якщо трапляється щось захоплююче, кишковий інстинкт віруючих у Facebook полягає в тому, щоб витягнути свої смартфони, сфотографувати, опублікувати це в Інтернеті та дочекатися „лайків“. У процесі вони навряд чи звертають увагу на те, що насправді відчувають. Дійсно, те, що вони відчувають, дедалі більше визначається реакцією в Інтернеті, а не фактичним досвідом»; «Нас поглинають наші смартфони та комп'ютери. Нас більше цікавить те, що відбувається в кіберпросторі, ніж те, що відбувається тут. Простіше, ніж будь-коли, поговорити зі своїм двоюрідним братом у Швейцарії, але важче поговорити з чоловіком за сніданком, бо він постійно дивиться на свій смартфон, а не на мене».

## Штрафи
У січні 2022 року, Франція оштрафувала Facebook на 60 млн євро за те, що компанія ускладнила можливість відмовитись від онлайн-трекерів.

## Блокування
Блокування соціальної мережі Facebook розподіляють на зовнішні та власні (внутрішні). До зовнішнього блокування відносяться спроби блокування мережі, наприклад, владою конкретної країни. До внутрішнього блокування відноситься блокування як самої соціальної мережі, так і блокування окремих акаунтів, що може здійснюватися безпосередньо компанією власника.

### Зовнішні блокування
Станом на 9 квітня 2024 року мережа Facebook заборонена в наступних країнах: Буркіна-Фасо, Гвінея, Ефіопія, Іран, КНР, М'янма, КНДР, РФ, Туркменістан, Узбекистан.

### Внутрішні блокування
12 жовтня 2024 року компанія Meta Platforms повідомила, що видалила мережу фейкових групових акаунтів у Facebook та Instagram, націлених на російськомовних жителів Молдови. Творці мережі займалися проросійською пропагандою на шкоду ідеї євроінтеграції Молдови. Облікові записи, за даними Reuters, були видалені за порушення політики компанії щодо фейкових акаунтів.

## Збої в роботі

### 2024
14 жовтня мережі Facebook, а також Instagram та Threads, зазнали масштабних збоїв. За даними служби агрегації збоїв DownDetector, скарги на збої в Facebook та Instagram почали надходити незабаром після 20:00 вечора. Для деяких користувачів сервіси завантажувалися набагато повільніше, ніж зазвичай, а інші — зовсім не були в змозі отримати доступ до будь-якого з сервісів платформи Meta Platforms.
11 грудня, як повідомив портал DownDetector, користувачі застосунків, соцмереж і месенджерів компанії Meta Platforms, зокрема соцмережі Facebook та месенджерів Facebook Messenger, спостерігали збій у їхній роботі. Проблеми спостерігалися у роботі як вебсайтів соцмереж, так і застосунків.

## У культурі

### Книги
- «Мільярдери мимоволі» (2009) — роман Бена Мезріча про творців Facebook

### Кіно
- Фільм «Соціальна мережа» (2010) — знятий на основі роману «Мільярдери мимоволі»
- Мультсеріал South Park, епізод «You have 0 friends»
- Мультсеріал The Simpsons, 22 сезон, 2 серія

## Факти
4 жовтня 2021 року під час великого збою соціальних мереж хештеги #facebookdown #instagramdown стали глобальними трендами у Twitter.
5 березня 2024 року, увечері, в роботі Facebook, Instagram, Messenger та частково YouTube стався масовий збій. На роботу платформ та програм, а також відсутність доступу до облікових записів почали масово скаржитися користувачі по всьому світу, в тому числі і в Україні.